# 李孝先 (嗣邓王)
李孝先（?—?），唐朝宗室，唐高祖的曾孙，江王李元祥的孙子，广平郡公李炅的第五子。
其父李炅出继邓王李元裕。李孝先的母亲是右屯卫将军杨知庆之女杨无量寿。李炅去世后，李孝先嗣爵。唐中宗神龙初年，唐中宗封李孝先为嗣邓王。唐玄宗开元十三年（725年），李孝先官至右监门卫大将军、冠军大将军，去世。